# 1874 en football
Cet article présente les faits marquants de l'année 1874 en football.

## Règles du jeu
- La FA et la Sheffield FA abandonnent toutes deux le changement de côté après chaque but pour établir un seul changement de côté de terrain par match, à la mi-temps.

## Clubs fondés en 1874
- en Angleterre :
  - Des joueurs de cricket de la Villa Cross Wesleyan Chapel fondent le club de football anglais d’Aston-Villa.
  - Sous l’impulsion du professeur Thomas Ogden, les élèves de la Christ Church Sunday School fondent le club de football anglais de Christ Church FC (futur Bolton Wanderers, dès 1877).
  - fondation du club de Macclesfield Town Football Club basé à Macclesfield.
  - fondation du club de Northwich Victoria Football Club basé à Northwich.
- en Écosse :
  - fondation du club de Greenock Morton Football Club basé à Greenock.
  - fondation du club de Hamilton Academical Football Club basé à Hamilton
  - fondation du club de Heart of Midlothian Football Club basé à Édimbourg.

## Février
- 10 février : la FA donne autorité aux arbitres pour exclure un joueur inconvenant. Jusque-là, l'expulsion était décidée par les deux capitaines.

## Mars
- 7 mars : à Glasgow (Hamilton Crescent), l'Angleterre s'incline 2-1 face à l'Écosse. 7 000 spectateurs.
- 14 mars : finale de la 3e FA Challenge Cup, Oxford University 2, Royal Engineers 0, devant 2 000 spectateurs au Kennington Oval (Londres). Buteurs : Mackarness et Patton.
- 18 mars : le Dresden English FC est le 1er club fondé en Allemagne. Ce club localisé à Dresde, fut créé par des ressortissants anglais vivant et/ou travaillant à Dresde.
- 21 mars : à Glasgow (Hampden Park), finale de la première édition de la Coupe d'Écosse. Queen's Park s'impose 2-0 face à Clydesdale. 3 000 spectateurs.

## Naissances
- 20 janvier : Steve Bloomer, footballeur anglais. († 16 avril 1938).
- 12 avril : William Foulke, footballeur anglais. († 1er mai 1916).
- avril : Walter Bennett, footballeur anglais. († 6 avril 1908).
- 30 juillet : Billy Meredith, footballeur gallois. († 19 avril 1958).
- 11 août : Billy Dunlop, footballeur écossais. († 28 novembre 1941).
- 2 novembre : Tom Baddeley, footballeur anglais. († 24 septembre 1946).
- 24 novembre : Charles William Miller, footballeur brésilien. († 30 juin 1953).
- 27 novembre : Alfred Chalk, footballeur anglais. († 25 juin 1954).
- Bartomeu Terradas, footballeur espagnol. († 1948).